# OHLA
Obrascon Huarte Lain S/A (OHLA) é um grupo de construtores e de concessões da Espanha, foi fundada em 29 de maio de 1999 após a fusão da Óbrascon com as empresas Huarte e Lain. Ela detém o controle acionário da OHL Concesiones, braço de concessões do grupo, que por sua vez deteve o controle de 60% da OHL Brasil até 2012. Em 2021, mudou seu nome para OHLA.

## OHL Brasil
Foi a maior companhia em extensão de rodovias administradas no Brasil, com 3.225 quilômetros em operação, e segunda em receita bruta, estava listada na Bolsa de Valores de São Paulo (atual B3) sob o código OHLB3. Eram suas subsidiárias: Autovias, Centrovias, Intervias, Vianorte, Autopista Planalto Sul, Autopista Litoral Sul, Autopista Fluminense, Autopista Fernão Dias, Autopista Régis Bittencourt. As quatro primeiras administram concessões estaduais em São Paulo, e as restantes administram cinco lotes de rodovias federais cuja operação e conservação foi leiloada pelo Governo Federal em outubro de 2007.
Em dezembro de 2012, a OHL Brasil foi vendida para a Partícipes en Brasil S.L., que, por sua vez, tem suas ações divididas em 51% pela Abertis S.A. e 49% pela Brookfiled Brasil. Desde então a companhia OHL Brasil teve seu nome mudado para Arteris, passando a ser listada na B3 sob o código ARTR3.